# Herculano de Piegaro
Santo Herculano de Piegaro (m. 1451) foi um beato italiano, nascido em Piegaro. Tornou-se um importante pregador franciscano. Diz-se que seu corpo permaneceu incorrupto depois de sua morte.
Seu dia consagrado é 1 de junho.
Foi beatificado em 1860.